# Семёнычев, Валерий Константинович
Вале́рий Константи́нович Семёнычев (6 мая 1948, Куйбышев, РСФСР — 22 октября 2024, Самара) — учёный-математик, создатель научной школы в области теории случайных процессов, преподаватель, доктор технических наук (1988), доктор экономических наук (2005), профессор.

## Биография

### Учёба и работа
В 1966 году окончил среднюю школу № 6 с золотой медалью. В 1971 году окончил Куйбышевский политехнический институт по специальности «Информационно-измерительная техника». Работал в 1971—2001 годах в институте — инженер, младший научный сотрудник, аспирант, защитил кандидатскую диссертацию (досрочно — в 1975 году) по специальности «Информационно — измерительные системы в нефтяной промышленности» на тему «Разработка и исследование информационно-измерительной системы для определения энергетических характеристик и нормирования случайных процессов» (05.11.16, Куйбышевский политехнический институт). Ассистент (1975 год), старший преподаватель (1976 год), доцент кафедры «Высшая математика» (1980 год). В 1988 году защитил докторскую диссертацию по специальности «Информационно-измерительные системы в промышленности» на тему «Разработка методов и средств измерения динамических характеристик механических систем» (с грифом ДСП, 05.11.16, Куйбышевский политехнический институт). Профессор кафедры «Высшая математика» (1990 год), заведующий кафедрой «Информационные технологии» (1991—2001 годы), декан факультета «Автоматики и информационных технологий» (1990—1995 годы) Куйбышевского политехнического института. С 2001 года — профессор кафедры «Компьютерные сети», с 2004 года — по настоящее время — профессор кафедры «Математические методы в экономике» Самарского государственного аэрокосмического университета. В 1994—1996 годах — заместитель Главы Администрации Самарской области по промышленной политике, информатизации и связи. В 1993—1994 и 1996—2007 годах — руководитель нескольких телекоммуникационных и финансовых компаний. Под его руководством защитилось 9 кандидатов технических, физико-математических и экономических наук. В 2005 году защитил докторскую диссертацию на тему «Эконометрическое моделирование и прогнозирование рядов динамики на основе параметрических моделей авторегрессии» (08.00.11., РГА им. Г. В. Плеханова, г. Москва). С апреля 2007 года ректор Самарского муниципального института управления (с 2009 года — Самарской академии государственного и муниципального управления).
Умер 22 октября 2024 года в возрасте 76 лет.

## Награды
- Знаки «Лучший муниципальный служащий» (Москва, 2009 год),
- «Учёный года» (2010 год),
- «За заслуги перед городом» (2010).
- Почётный работник высшего профессионального образования (2011 год).
- Старшина Волжского казачьего войска, награждён «Серебряным крестом».

## Увлечения
Книги по религии, истории. Музыка: джаз, блюз, опера, балет. Спорт: волейбол, йога.

## Научная и научно-издательская деятельность
Имеет более 350 научных и методических работ, в том числе — за рубежом, в журналах РАН, более 70 изобретений, 11 монографий (2 из них — победители Всероссийского конкурса «Лучшая научная книга 2005 года и 2012 года»). Член-корреспондент Международной инженерной академии, академик Метрологической академии и академиком Академии проблем качества.
Проводил исследования по стратегическому плану развития муниципального образования, что отражено в монографии и в статьях (в том числе — за рубежом).

## Основные работы

### Монографии
- Семёнычев В. К. Идентификация экономической динамики на основе моделей авторегрессии. — Самара: АНО «Изд-во СНЦ РАН», 2004. — 243 с.
- Семёнычев В. К., Семёнычев Е. В. Информационные системы в экономике. Эконометрическое моделирование инноваций. Ч. 1. — Самара: Изд-во Самарского гос. аэрокосм. ун-та, 2006. — 217 с.
- Семёнычев В. К., Семёнычев Е. В. Параметрическая идентификация рядов динамики: модели, эволюция. — Самара: АНО «Изд-во СНЦ РАН», 2011. — 364 с.
- Корпоративное управление (настольная книга для глав муниципальных образований) (Патрушев В. И., Иванов В. Н. Семёнычев В. К. и др.). М., ИКАР, 2009. — 390 с.